# Ladon (rivière)
Pour les articles homonymes, voir Ladon.
Le Ladon (en grec moderne : Λάδωνας / Ládonas) est une rivière du centre du Péloponnèse et le principal affluent du fleuve l'Alphée.

## Géographie
En un lieu anciennement appelé l’[ile des corbeaux, il constitue le principal affluent de l'Alphée (sur sa rive gauche) qui se jette dans la mer Ionienne. Il prend sa source dans les contreforts du mont Cyllène dans le nord-est de la Corinthie. Il forme un lac artificiel au lieu-dit Pidima à une altitude de 420 mètres, en amont d'un barrage de cinquante mètres de hauteur construit en 1955. Il alimente une centrale hydroélectrique équipée de deux turbines d'une puissance de soixante-dix mégawatts pour la région d'Arcadie[réf. nécessaire].
Pline l'Ancien place sa source dans les marais de la ville de Phénée, dont la disparition après inondation est rapportée dans le Livre V d’Histoire des plantes : la montée fut telle qu'il fallut construire des ponts au-dessus des ponts qui avaient déjà été construits. Le géographe Pausanias écrit dans Arcadie : « Le Ladon est de tous les fleuves du Péloponnèse celui qui a les plus belles eaux […] Il ne cède, pour la beauté à aucun des fleuves de la Grèce ou des pays barbares. »

## Mythologie
Dans la mythologie grecque, Ladon est un dieu fleuve personnifiant ce cours d'eau et consacré à Apollon. Selon Ovide, ce serait le lieu où sa fille, l'hamadryade Syrinx a été transformée en roseau (qui devint flûte de Pan), pour fuir le dieu Pan amoureux. Pausanias écrit que Daphné était la fille de Ladon.